# عملیات دیوار دفاعی
عملیات سپر دفاعی (به عبری: מבצע חומת מגן)٬ نام یکی‌از عملیات بزرگ نیروهای دفاعی اسرائیل در دوران انتفاضه اقصی در سال ۲۰۰۲ است. هدف اصلی این عملیات متوقف نمودن حملات تروریستی علیه شهروندان اسرائیل عنوان شده‌است. جرقه آغاز این عملیات کشتار روز پسح در شهر نتانیا بود.